# Flughafen Malakal

i7
i11
i13
Der Flughafen Malakal (englisch Malakal Airport, IATA-Code: MAK, ICAO-Code: HSSM) ist der Verkehrsflughafen der Stadt Malakal im Südsudan und einer von zwei internationalen Flughäfen des Landes. Der andere und bedeutendere ist der Flughafen Juba. Der Flughafen liegt am nördlichen Rand der Stadt nahe dem Ufer des Nils. Die 2000 m lange Start- und Landebahn ist asphaltiert.

## Zwischenfälle
- Am 22. Oktober 1949 wurde eine Douglas DC-3/C-47A-80-DL der französischen Société Transafricaine d’Aviation (STA) (Luftfahrzeugkennzeichen F-BFGH) auf dem Flughafen Malakal irreparabel beschädigt. Über Personenschäden ist nichts bekannt.[2]

- Am 16. August 1986 wurde über Malakal eine aus Khartum kommende Fokker F27-400M Friendship der Sudan Airways (ST-ADY) von Rebellen der SPLA abgeschossen. Alle 60 Insassen, 3 Besatzungsmitglieder und 57 Passagiere, wurden getötet.[3]

- Am 10. November 2015 stürzte eine Hawker Siddeley HS 780 Andover der kenianischen Westwind Aviation, die in der Zentralafrikanischen Republik registriert war (TL-AEW), kurz nach dem Start vom Flughafen Malakal in ein Feld. Das Flugzeug brannte aus. Alle vier Besatzungsmitglieder, die einzigen Insassen, überlebten.[4] Mit dem Totalschaden dieses letzten noch fliegenden Exemplars war die rund 50-jährige Betriebszeit der Hawker Siddeley HS 780 Andover beendet.

- Am 31. März 2024 kam eine Boeing 727-200F der kenianischen Gesellschaft "Safe Air" (5Y-IRE) bei der Landung auf dem Flughafen Malakal von der Landebahn ab und kollidierte mit einer zuvor dort verunglückten MD-80 (5Y-AXL). Der Frachter brach in zwei Teile. Die sieben an Bord befindlichen Crew-Mitglieder erlitten leichte Verletzungen.[5]